# 真木駿一
真木駿一（日语：／ Maki Shun'ichi，1990年6月25日—）是一名日本男性聲優，埼玉縣出身，無所屬。

## 簡歷
2024年3月31日，退出所屬的事務所AXL ONE，自4月1日起成為自由身。

## 人物
擁有普通汽車駕駛執照。
興趣是運動、麻將、閱讀。特長是橄欖球、棒球、足球。

## 演出作品
※粗體字為主要角色。

### 電視動畫
2015年
- OVERLORD（戰士、神官、男、衛兵、傭兵、冒險者）
- 金田一少年之事件簿R（山田和夫[4]）
- 小長門有希的消失（電視節目出演者）
- 流浪神差（壽老人、神器A）
- 比基尼戰士（町內的人A、町長）
- 亂步奇譚 Game of Laplace（模仿犯）

2016年
- 暗殺教室 第2期（警備兵2）
- ALL OUT!!（廣田銳一[5]、不良學生）
- JOKER GAME（英軍憲兵、乘客、憲兵）
- TABOO TATTOO－禁忌咒紋－（不良B、男學生B、咒紋盜賊、飛行員、羅倫斯、職員）
- 虹色時光
- 喵的咧～貓咪戲說日本史！
- 發條精靈戰記 天鏡的極北之星
- 美男高校地球防衛部LOVE！LOVE！（烏賊先生）
- 只有我不存在的城市
- 拉格納強襲天使（整備士A）

2017年
- 喵的咧～貓咪戲說日本史！（豐臣秀吉）
- 光之美少女：食尚甜心（園部啟、黏土怪物、卡片怪物）
- 混沌之子（人們B）
- 在地下城尋求邂逅是否搞錯了什麼外傳（フォモール）
- 數碼寶貝-APP獸（工作人員）
- 將國戡亂記（路人B、市民A）
- 龍族拼圖X（Dominion）
- 牙狼 -VANISHING LINE-（食堂客·男）

2018年
- OVERLORD II（貴族、狩獵頭、戰士頭、町人、狄瓦諾克、冒險者）
- 牙狼 -VANISHING LINE-（BAR的客人）
- Fate/EXTRA Last Encore（御主）
- 妖精森林的小不點（雪路）
- POP TEAM EPIC（隼人）
- 決鬥大師!（DB「放克」C‐軍、The Dandan漢、贊傑特W7、白米男爵）
- 反斗小王子（行星、男）
- 女神異聞錄5 the Animation（斑目關係者A）
- 霸穹 封神演義（妖怪）
- OVERLORD III（八肢刀暗殺蟲、海砂利、衛兵、哥布林重裝甲步兵團 團長、貴族）
- 強風吹拂（店員、記者B）
- 狐狸之聲（導演）
- ONE PIECE（象、海賊、奴隸3號、烏龍麵店店員）

2019年
- 強風吹拂（監督、東體大監督、面試官、奇普斯葛、小田原的職員、導演）
- ONE PIECE（囚犯）
- 格林筆記 The Animation（村裡的男性C、VILLAIN、民兵A、中年夫、避難民B、鬼）
- 笑容的代價（歐根·約斯特）
- 荒野的壽飛行隊（商談對象、空賊）
- 盾之勇者成名錄（飾品商）
- 多羅羅（武士C）
- 決鬥大師!!（BAKUOOON·米茲勒、The Dandan漢、米茲勒、共鳴音奏 抒情巴赫、伊集院博士）
- 毛球權次郎（店主）
- 我們真的學不來！（墨魚燒屋）
- 艾梅洛閣下II世事件簿 -魔眼蒐集列車 Grace note-（勞動者）
- 異世界超能魔術師（斥候、尼爾根、士兵）
- 魔法水果籃（教師）
- 新原子小金剛
- 炎炎消防隊（第4隊員）
- 這個勇者明明超TUEEE卻過度謹慎（警備神）
- Fairy Gone（匪賊）
- 刀劍神域 War of Underworld（柯索吉）

2020年
- 決鬥大師!!（鐵·曼哈頓）
- 巴比倫（男議員）
- number24（醫生）
- 神推偶像登上武道館我就死而無憾（偶像宅、淺水、中山、物販人員）
- 科學超電磁砲T（團長、交易商）
- 淘氣貓2020：家有圓圓？！～我家的圓圓你知道嗎～（客）
- 達爾文遊戲（EIGHTH 攻擊班班長）
- 籃球少年王（3年6班學生、裁判、大會委員）
- 索瑪麗與森林之神（粗暴者、露店店主）
- 決鬥大師 KING（The Dandan漢）
- 噴嚏大魔王2020（鈴木老師）
- LISTENERS 聆聽者（銀河宮殿家族C）
- 阿薩里爾 未來的民間故事（學者、盗賊）
- DECA-DENCE（琉克、伽德魯工廠職員D）
- 決鬥大師 KING（The Dandan漢）
- 炎炎消防隊 貳之章（田口小隊長）
- 食戟之靈 豪之皿（料理人J）
- 在地下城尋求邂逅是否搞錯了什麼III（住人）
- 咒術迴戰（岡崎正）
- 在魔王城說晚安（冰雪巨人、男性）
- 成神之日（釣寶攤主）
- 黃金神威 第三期（漁師們）
- はなかっぱ（山P）
- 暮蟬悲鳴時業（職員）

2021年
- 關於我轉生變成史萊姆這檔事 第2期（弗肯）
- 花樣滑冰Stars
- 如果究極進化的完全沉浸RPG比現實還更像垃圾遊戲的話（三科、帕盧）
- 哥吉拉 奇異點（評論員B、警察官、評論員、獵友會B、主播、JTAC·B、學者、外務省職員）
- 86—不存在的戰區—（約翰）
- 奇巧計程車（上司）
- EDENS ZERO 伊甸星原（博諾、盜賊多洛錄、獵人）
- SD鋼彈世界群英集（賞金獵人）
- 七大罪 憤怒的審判（妖精）
- 暮蟬悲鳴時卒（職員）
- 暗黑企業的迷宮（精靈1、社畜、兔子1、怪物1、喪屍3、妖精社畜2、士兵2、記者）
- 瓦尼塔斯的手札（招待客A、獵人B）
- NIGHT HEAD 2041（保安隊員B）
- 無職轉生～到了異世界就拿出真本事～（船長）
- 月與萊卡與吸血公主（副議長）
- 海賊王女（船員A）
- 境界戰機（羅傑·揚格）
- 陰陽眼見子（怪物）

2022年
- 這個不能播！（TV搞笑、老手AD_B、音樂班P、秋山）
- 秘密內幕～女警的反擊～（DV男）
- 平凡職業造就世界最強 2nd season（齋藤良樹）
- 慕留人-火影忍者新世代-（大浪）
- 瓦尼塔斯的手札（村民B）
- 薔薇王的葬列（男性從者A）
- 現實主義勇者的王國重建記（領主）
- 平家物語（平行盛）
- 怪人開發部的黑井津小姐（獸勇士B）
- 群青的開幕曲（拉麵店老闆）
- 派對咖孔明（角刈庫喬利斯）
- 決鬥大師 KINGMAX（The Dandan漢）
- OVERLORD IV（掘土獸隊長、小隊長、騎士）
- Lycoris Recoil 莉可麗絲（駭客）
- 東京喵喵 NEW♡（警備員）
- 黑之召喚士（克里斯托夫）
- 轉生就是劍（盧夫斯、哥布林王、門衛）
- 因為是反派大小姐所以養了魔王（彭尼）
- 路人超能100 III（牧原、教師、新肉改部員B）
- 泡泡糖忍戰（御庭番衆）

2023年
- 英雄傳說 閃之軌跡 北方戰役（老兵A、小丑、Phenomenon隊員A、村民、獵兵B）
- 文豪Stray Dogs 4th SEASON（觀眾B、刑事、軍警C）
- REVENGER（馬尻、同心B、僧侶A、主人、商人C、船員）
- 狩火之王（炸六[6]、蜘蛛、胡麻樹）
- 英雄王，為了窮盡武道而轉生～而後成為世界最強見習騎士♀～（霍卡）
- 擁有超常技能的異世界流浪美食家（冒險者B、寇伯王、雙頭犬、冒險者A、冒險者）
- 再得一勝！
- 地獄樂（獄吏B、與力、歪之慶雲、山賊）
- 國王排名 勇氣的寶箱（店員、盗賊）
- 異世界一擊殺姊姊 ～姊姊同伴的異世界生活開始了～（凱撒熊）
- 我內心的糟糕念頭（化學老師）
- EDENS ZERO 伊甸星原 第2期（諾亞的部下、居民、獸王一番隊）
- 第二次被異世界召喚（船宿的主人）
- 冒險大陸 阿尼亞王國（動物們、[7]）
- 獻祭公主與獸王（門兵A）
- 機動戰士鋼彈 水星的魔女（艦長）
- 天國大魔境（看守男）
- 文豪Stray Dogs 5th SEASON（店主、司令官）
- 不死少女的謀殺鬧劇（奈傑爾、警備兵）
- 奇異賢伴 黑色天使（布卡）
- 勇者赫魯庫（艾麗優人）
- 咒術迴戰 懷玉·玉折 / 澀谷事變（一般人）
- 狩龍人拉格納（尤利烏斯）
- 16bit的感動 ANOTHER LAYER（大學生B、店員A、店員、圍觀者B、御宅族A、客、路人C）
- 盾之勇者成名錄 Season3（競技場觀眾、首飾商）
- 葬送的芙莉蓮（村長）
- 七大罪 啟示錄四騎士（巴布、家臣）
- 靠著魔法藥水在異世界活下去！（指揮官）
- 戰鬥陀螺 X（青年）
- 鴨乃橋論的禁忌推理（室井）

2024年
- 迷宮飯（迷宮新手、男、屍體回收員A、獸人B、布里甘）
- 戰國妖狐（野武士）
- 異修羅（利克艾爾）
- 外科醫生愛麗絲（患者B）
- 狩火之王 第2期（群眾的聲音、蜘蛛、乘員）
- 魔女與野獸（搭檔、養牛人）
- 青之驅魔師 島根啟明結社篇（觀光客、甘南）
- 七大罪 啟示錄四騎士（衛兵、聖騎士）
- 王者天下 第5期（外摩）
- 因為不是真正的夥伴而被逐出勇者隊伍，流落到邊境展開慢活人生2nd（鹽龍）
- 殺手寓言（車內強盜1）
- 失憶投捕（裁判）
- 從Lv2開始開外掛的前勇者候補過著悠哉異世界生活（蒙特波阿）
- 烏鴉不擇主（下男、嘉助）
- 夜櫻家大作戰（部隊隊員、部下、乘務員、父、葉櫻部隊員）
- 再見，地球（觀眾、劍士）
- Delico's Nursery（ウンベルト・レント）
- 平凡職業造就世界最強 season 3（古禮德·哈夫）
- 一兆＄遊戲（聚會的客人）
- 阿薩里爾2 未來的民間故事（屋台的店主）
- 偶像大師 閃耀色彩 2nd season（廣播導演）
- 膽大黨 (動畫)（鬼頭咒魔尼艾爾）

2025年
- LAZARUS 拉撒路（看守1）
- 竹輪戰記～用我的可愛侵略地球～（打嗝兒星人[8]）
- WITCH WATCH 魔女守護者（七寶龍太、自由人、男、狗們）
- 再見，地球 第2期（貴族）
- 神統記（豬人族隊長）
- 炎炎消防隊 參之章（田口小隊長）
- 膽大黨 第2期（鬼頭咒魔尼艾爾）

### 劇場版動畫
2015年
- 百日紅 〜Miss HOKUSAI〜
- 劇場版 明治東京戀伽 〜弦月的小夜曲〜

2017年
- 劇場版 黑執事 Book of the Atlantic
- KiraKira☆光之美少女 A La Mode 清脆出爐！回憶的法式千層酥！（攪拌器怪物、餅乾飛龍）

2019年
- 乘浪之約（男H）

2020年
- 鋼彈Reconguista in G II 貝爾利進擊（蓋茨）
- 喵的咧～貓咪戲說日本史！（茶茶丸、豊臣秀吉、本多忠勝）

2021年
- 劇場版 七大罪 被光明詛咒的人們
- 龍與雀斑公主
- 言語如蘇打般湧現
- 海岬的迷途之家（天狗2）

2022年
- 電影版 奇巧計程車：撲朔謎林
- 犬王
- 劇場版 擅長捉弄人的高木同學
- 灌籃高手 THE FIRST SLAM DUNK（堂本五郎）

2024年
- 劇場版 OVERLORD 聖王國篇（少年的父親）

### OVA
2016年
- 『無頭騎士異聞錄 DuRaRaRa!!×2 結』外傳!? 第19.5話「Dufufufu!!」（流氓）

2018年
- 政宗君的復仇（祖父）－漫畫第10卷附OAD特裝版

2020年
- 關於我轉生變成史萊姆這檔事（部下A）－漫畫第14～16卷附OAD限定版

2022年
- 機動戰士鋼彈 水星的魔女 PROLOGUE（解說者）

### 網路動畫
2016年
- 哨聲響起（重新配音版）（花澤秀臣[9]、天城的父親）

2018年
- 惡魔人 Crybaby（發狂的男人）

2019年
- 聖鬥士星矢：黃道十二宮戰士（黑幫2、武裝勢力、德國人）
- 鋼彈創鬥者 潛網大戰Re:RISE（扎布恩）

2020年
- Battle Spirits 赫盟的加雷特（青年A）

2021年
- 鋼彈創壞者對戰風雲錄（GB Festa的工作人員、EVENT參加者）

2022年
- TIGER & BUNNY 2（攝影師）

2023年
- LUPIN ZERO（何塞）
- 終末的女武神II

2024年
- T·P時光特警（教師、盜賊A、杖山、村裡的男人B、船員、丹尼、將軍A、警官C、平家的武將、部落男A、休利曼的父親、醫生、士兵B）
- 憤怒火暴猴的觀察日記（小孩王）

### 遊戲
2014年
- 妖怪午飯（凪）

2015年
- 妖怪午飯〜おおもりっ！〜（凪）
- 妖怪午飯〜おかわりっ！〜（凪）
- 問答RPG 魔法使與黑貓維茲（杜蒙爵士[10]）
- 戰國修羅SOUL
- DYNAMIC CHORD（香椎秋葉）

2016年
- 逆轉奧賽羅尼亞
- 彗星的愛爾娜蒂雅（バシュラ）
- 雷子 紺碧之章（諾瓦、允常）

2017年
- 女神聯盟II（義空、奧蘭多、奧丁、諾登斯[11]）
- 少女與龍 -幻獸契約 Cryptract-（[12]、ダンジュウロウ[13]）
- 花朧 ～戰國傳乱奇～（齋藤道三[14]）

2018年
- Karma online（メーロン、[15]）
- 噬神者RESONANT OPS（[16]）
- 蒼藍境界（亞邦[17]）

2019年
- 棕色塵埃（[18]）
- 勇者鬥惡龍XI S 尋覓逝去的時光（[19]）
- 極速快感：熱焰
- MASS FOR THE DEAD（狄瓦諾克[20]）

2020年
- Dragalia Lost ～失落的龍絆～（[21]）

2022年
- 三國極戰（周倉[22]、文醜[23]）

2023年
- 蔚藍色法則（[24] 他[25]）

2024年
- 昊緣（[26]）

## 外部連結
- 真木駿一的X（前Twitter）